# Ивановка (Львовская область)
Ивановка (укр. Іванівка) — село в Перемышлянской городской общине Львовского района Львовской области Украины.
Население по переписи 2001 года составляло 535 человек. Занимает площадь 2,95 км². Почтовый индекс — 81262. Телефонный код — 3263.

## История
В 1946 г. Указом ПВС УССР село Янчин переименовано в Ивановку.